# Lijst van beschermd erfgoed in Herstal
Onderstaande tabel geeft een overzicht van de beschermde erfgoederen in de gemeente Herstal. Het beschermd erfgoed maakt deel uit van het cultureel erfgoed in België.
| Object                                                    | Bouwjaar/architect | Deelgemeente | Adres                  | Coördinaten                   | Nummer?                | Afbeelding                                          |
| --------------------------------------------------------- | ------------------ | ------------ | ---------------------- | ----------------------------- | ---------------------- | --------------------------------------------------- |
| Kapel Saint-Lambert                                       |                    |              |                        | 50° 39' 54" NB, 5° 37' 48" OL | 62051-CLT-0001-01 Info | Kapel Saint-Lambert                                 |
| Huis uit 17e eeuw, momenteel museum                       |                    |              | place Licour 25        | 50° 40' 15" NB, 5° 38' 20" OL | 62051-CLT-0002-01 Info | Huis uit 17e eeuw, momenteel museum                 |
| Toren Pépin                                               |                    |              | place Licour n° 13     | 50° 40' 13" NB, 5° 38' 20" OL | 62051-CLT-0003-01 Info | Toren Pépin                                         |
| Kerk Notre-Dame de la Licour                              |                    |              |                        | 50° 40' 13" NB, 5° 38' 26" OL | 62051-CLT-0004-01 Info | Kerk Notre-Dame de la Licour                        |
| Huis Breuer                                               |                    |              | place Coronmeuse, n°26 | 50° 39' 18" NB, 5° 36' 37" OL | 62051-CLT-0005-01 Info |                                                     |
| Feodale motte, provinciale weg                            |                    | Liers        |                        | 50° 41' 38" NB, 5° 33' 54" OL | 62051-CLT-0006-01 Info | Feodale motte, provinciale weg                      |
| Kerk Saint-Rémy: koor, drie traveeën van middenbeuk       |                    |              |                        | 50° 41' 36" NB, 5° 33' 49" OL | 62051-CLT-0008-01 Info | Kerk Saint-Rémy: koor, drie traveeën van middenbeuk |
| Pastorie: gevels, daken, twee schoorstenen en trappenhuis |                    |              |                        | 50° 40' 14" NB, 5° 38' 25" OL | 62051-CLT-0011-01 Info |                                                     |
| Orgels (Arnold Clérinx - 1870) kerk Saint-Lambert         |                    |              |                        | 50° 39' 34" NB, 5° 37' 27" OL | 62051-CLT-0013-01 Info |                                                     |
| Ruïnes oude kapel van kasteel Bouxthay                    |                    |              | chaussée de Brunehaut  | 50° 40' 11" NB, 5° 36' 5" OL  | 62051-CLT-0014-01 Info | Ruïnes oude kapel van kasteel Bouxthay              |
| Brug van Wandre                                           |                    |              |                        | 50° 40' 23" NB, 5° 38' 40" OL | 62051-PEX-0001-01 Info | Brug van Wandre                                     |